# 冷爵士樂
冷爵士樂是1940年代咆勃爵士樂而發展出來的一種爵士樂形式。冷爵士樂在美國西岸地區興起，強調整體音樂結構，不會進行過多即興發揮，特點是表現出憂鬱及壓抑的情感。

## 起源
冷爵士樂是在1940年代後期到50年代初期，由博普爵士樂發展出來的一種爵士樂形式。冷爵士樂在美國西岸地區興起，展現整體音樂結構，不會進行過多即興發揮，特點是表現出憂鬱及壓抑的情感。比克斯·貝德貝克和弗蘭基·特朗鮑爾被認定為爵士樂早期產生者。

## 經過
在咆勃爵士樂興盛的時候，一種衍生自咆勃爵士樂的樂風產生了，這就是酷派爵士樂（Cool Jazz）。這種音樂起始於四十年代末與五十年代早期，它結合了咆勃爵士樂的技術層面與其本身獨特的音色。在五十年代，冷爵士樂最知名的代表人物戴夫·布魯貝克（Dave Brubeck）與保羅·戴斯蒙（Paul Desmond）以融合了古典音樂與酷派爵士樂風的音樂而大受歡迎，將爵士音樂推向一個新的高度。

## 隊制
在樂隊上，冷爵士樂沿用了咆勃爵士樂的小型樂隊編制，通常由3~6名樂手組成，典型是由鋼琴、貝司和鼓組成的爵士三重奏。

## 後期影響
出現了冷爵士樂之後，冷爵士樂很快便流行在各地的咖啡館，在當時，很多的咖啡館都會找到冷爵士樂的身影。